# شهاب الدين التوربشتي
أبو عبد الله شهاب الدين فضل الله بن حسن بن حسين بن يوسف التوربشتي (ت: 661 هـ / 1263م) فقيه وأصولي حنفي. له كتب بالفارسية والعربية، من كتبه العربية: كتاب مطلب الناسك في علم المناسك، وكتاب الميسر في شرح مصابيح السنة للبغوي: سلك فيه مسلك الحديث لا الفقه، وكتاب المعتمد في المعتقد.